# Svend Meulengracht-Madsen
Svend Meulengracht-Madsen (Vejle, Syddanmark, 17 de març de 1897 – Gentofte, 10 de setembre de 1990) va ser un gimnasta artístic danès que va competir a començaments del segle xx. Era germà dels també medallistes olímpics Vigo i Hans Meulengracht-Madsen.
El 1920 va prendre part en els Jocs Olímpics d'Anvers, on va guanyar la medalla d'or en el concurs per equips, sistema lliure del programa de gimnàstica.